# Sara Bolder
Sara Bolder ist eine US-amerikanische Tontechnikerin und Filmproduzentin.

## Leben
Sara Bolder arbeitete ab den 1980er Jahren als Tontechnikerin an Filmen wie Der englische Patient (1996), Terminator 2 – Tag der Abrechnung (1991), Der Pferdeflüsterer (1998) und Mrs. Doubtfire – Das stachelige Kindermädchen (1993). Für ihre Arbeit an Jurassic Park (1993) und Der Soldat James Ryan (1998) wurde sie mit dem Golden Reel Award ausgezeichnet. Für neun weitere Filme war sie nominiert.
2000 entschied sie sich ihre Karriere radikal zu verändern. Sie begann als Entwicklungsleiterin für diverse Non-Profit-Organisationen wie Death Penalty Focus, Progressive Jewish Alliance und MoveOnPAC zu arbeiten. Außerdem schnitt sie ehrenamtlich Videos für die Initiative Criminals & Gangmembers Anonymous im Mule Creek State Prison.
2020 war sie Produzentin des Films Sommer der Krüppelbewegung von James LeBrecht und Nicole Newnham. Der Film wurde  bei der Oscarverleihung 2021 in der Kategorie Bester Dokumentarfilm nominiert. Der Film wurde außerdem von der International Documentary Association 2020 als Best Feature ausgezeichnet.